# 寶路
寶路，是瑪氏食品旗下生產寵物食品的子公司，廠房設於英國莱斯特郡，總部位於美国弗吉尼亚州。除寶路狗糧外，該公司還生產偉嘉貓糧。

## 歷史
- 1934年，瑪氏食品在英國斯劳收購了查倍尔兄弟公司（Chappel Brothers），一間專門採購下價肉類以製作狗糧的公司，當時品牌名稱為Chappie[1]。
- 1951年，全年營業額達到一百萬英鎊，公司遷往梅爾頓莫布雷。
- 1953年，生產線改為每週7天，每天24小時運作[1]。
- 1950年代，品牌名稱改為Pal[2]。
- 1980-2000年代，品牌名稱逐漸改為Pedigree。

## 外部連結
- 官方网站（英文）